# Peter Ludlow
Peter Ludlow (né le 16 janvier 1957), qui écrit également sous le pseudonyme de Urizenus Sklar, est un philosophe américain. Il est connu pour ses recherches au croisement de la linguistique et la philosophie. Il a obtenu son Ph. D. en 1985 sous la direction de Charles Parsons.
Il a travaillé sur l'application de la philosophie analytique du langage à des thèmes dans l'épistémologie, la métaphysique et de la logique, entre autres domaines.